# Elisabeth-Sophie Kog
Elisabeth-Sophie Kog (dansk) eller Elisabeth-Sophien-Koog (tysk) er en kommune og en kog i det nordlige Tyskland under Kreis Nordfriesland i delstaten Slesvig-Holsten. Kogen ligger på den nordfrisiske halvø Nordstrand i det vestlige Sydslesvig.
Kommunen er med cirka 50 indbyggere en af de mindste kommuner i Tyskland og samarbejder på administrativt plan med andre kommuner i kommunefællesskab Nordsø-Trene (Amt Nordsee-Treene).
Kogen, som blev inddiget i 1771 under ledelse af den calvinistiske dansk-franske finansmand Jean Henri Desmercières, er opkaldt efter Desmercières kone Elisabeth Sophie. Kogens forløber var den efter kong Christian 6. opkaldte Christianskog, som blev inddiget i 1739, men som blev igen ødelagt under en stormflod i 1756.